# 意賀美神社 (枚方市)
意賀美神社（おかみじんじゃ）は、大阪府枚方市にある神社。式内社で、旧社格は村社。枚方市駅付近にある。

## 祭神
高龗神を主祭神とし、素盞嗚尊・大山咋神・大国主神を配祀する。素盞嗚尊は須加神社の、大山咋神・大国主神は日吉神社の祭神で、明治時代に合祀されたものである。

## 歴史

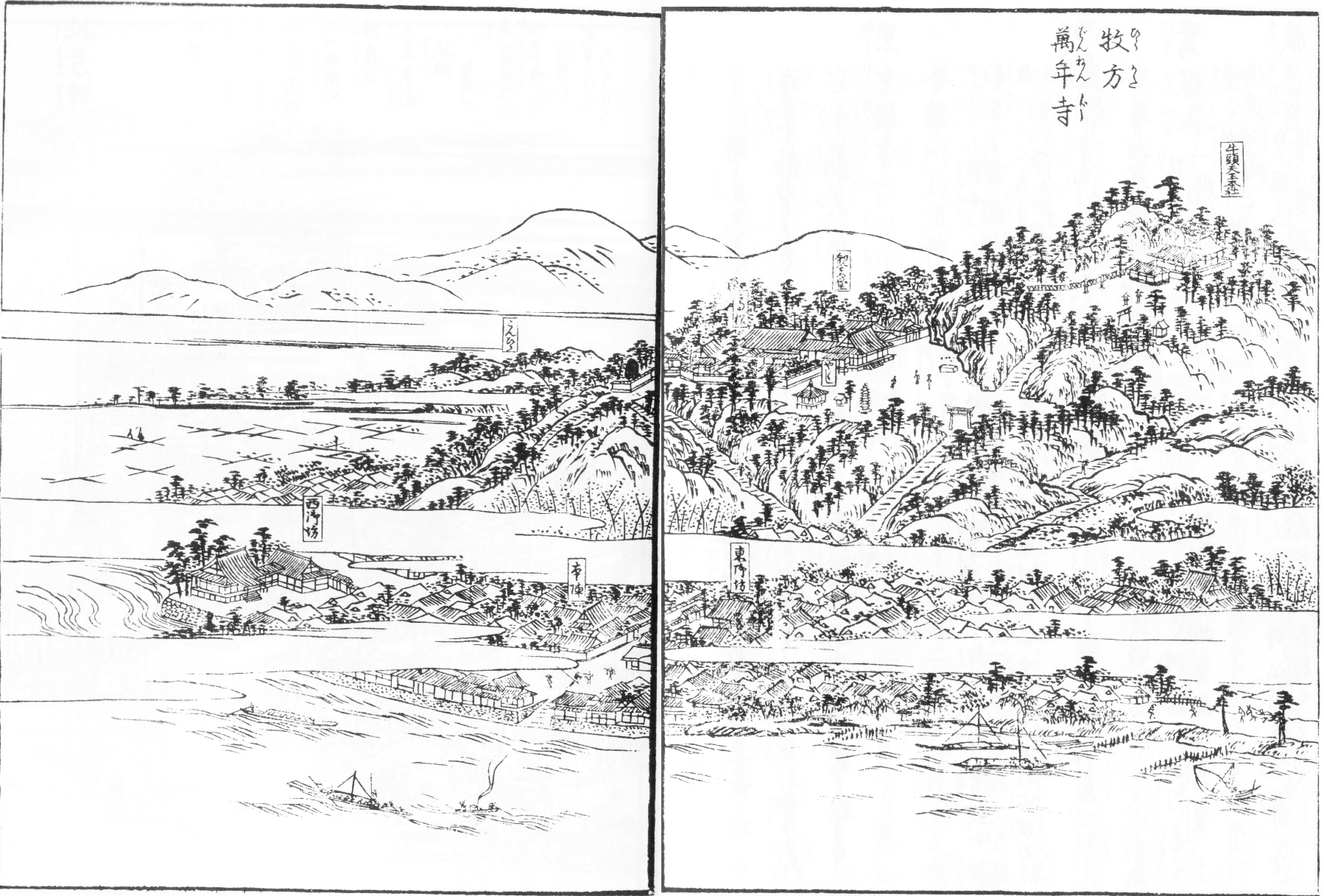
河内名所図会「枚方萬年寺」

意賀美神社は元は現在地から約100m南の旧伊加賀村字宮山に鎮座していた。創建の年代は不詳であるが、開化天皇の時代には饒速日命の五世の子孫で物部氏の遠祖である伊香色男の邸宅がこの地にあり、その敷地内に鎮座していたという。高龗神は水神であり、淀川の鎮守として創建されたものとみられる。延喜式神名帳では小社に列している。旧伊加賀村の氏神として、明治5年（1872年）に村社に列格した。
現鎮座地の万年寺山にあったのは須賀神社であった。須賀神社は元は牛頭天王社（祇園社）と称し、貞観14年（872年）、流行していた悪疫の終息祈願のため、当地にあった長松山万年寺の開祖・聖宝が牛頭天王を勧請して創建された。万年寺は明治3年（1870年）に廃仏毀釈により廃寺となった。旧三矢村の氏神として、明治5年（1872年）に村社に列格した。
日吉神社は岡村の鎮守神で、元は山王大権現と称していた。創建の年代は不詳であるが、一説には淀川の洪水で流れついた日吉大社の神体を祀ったのに始まるとも、最澄（伝教大師）が平安京の裏鬼門に当たるこの地に阿弥陀仏と日吉大神を祀ったのに始まるとも伝わる。応仁の乱で焼失したが、慶長5年（1600年）に枚方城主・本多内膳正政康が再興し、氏神として崇敬した。旧岡村の氏神として、明治5年に村社に列格した。
明治42年（1909年）10月14日、須加神社と日吉神社は意賀美神社に合祀された。境内が狭いため、翌10月15日、万年寺山の元の須加神社境内に遷座した。同年12月、神饌幣帛料供進社に指定された。昭和9年（1934年）、大風害により社殿・社務所が大破し、翌昭和10年（1935年）に再建された。

## 境内
境内社として稲荷社・琴平社がある。
また旧万年寺のものとして、当社には石造層塔のみが残されている。浄念寺には十一面観音像、薬師像、役行者像、鐘楼が残されている。

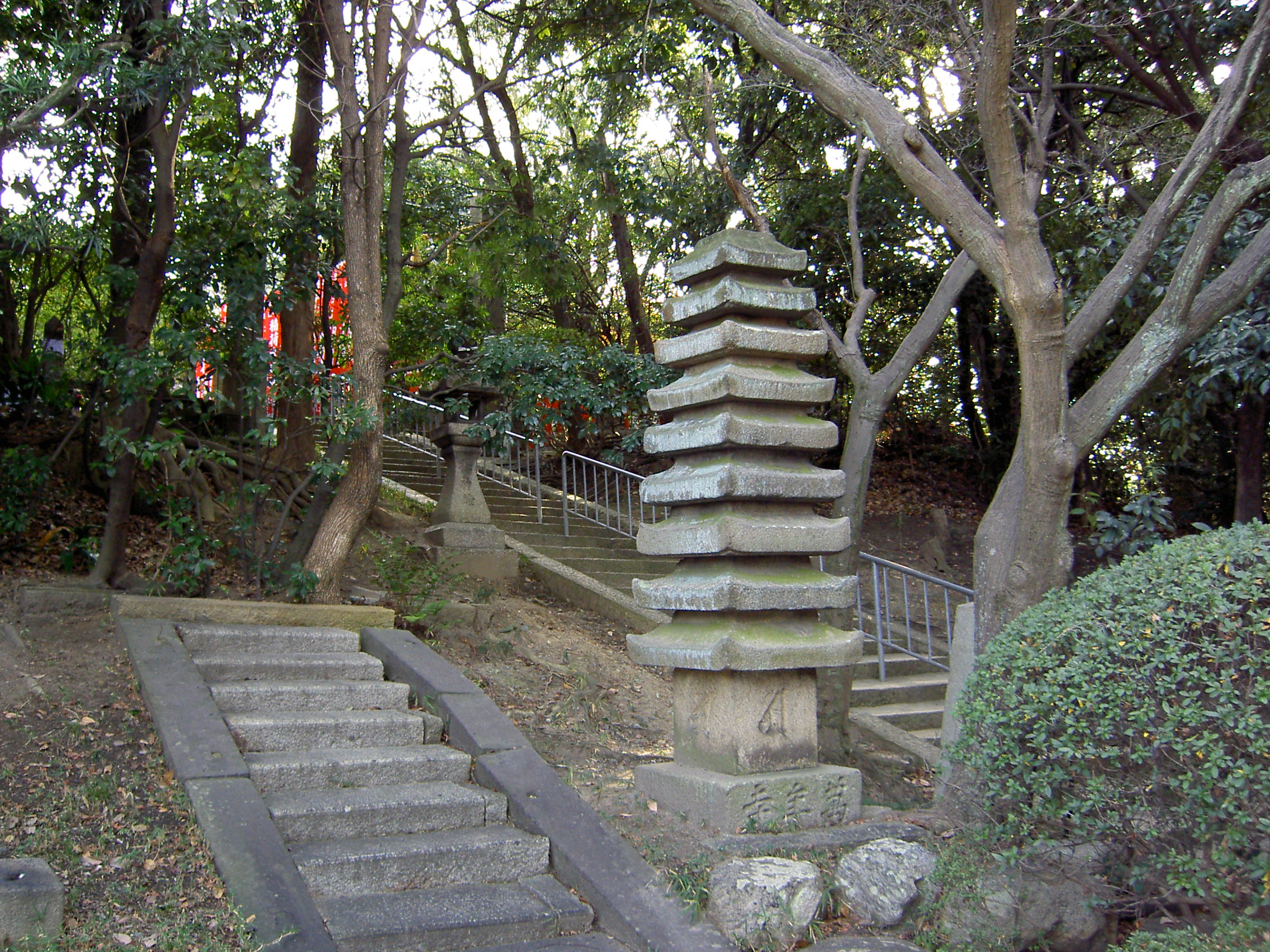
枚方八景「万年寺山の緑陰」

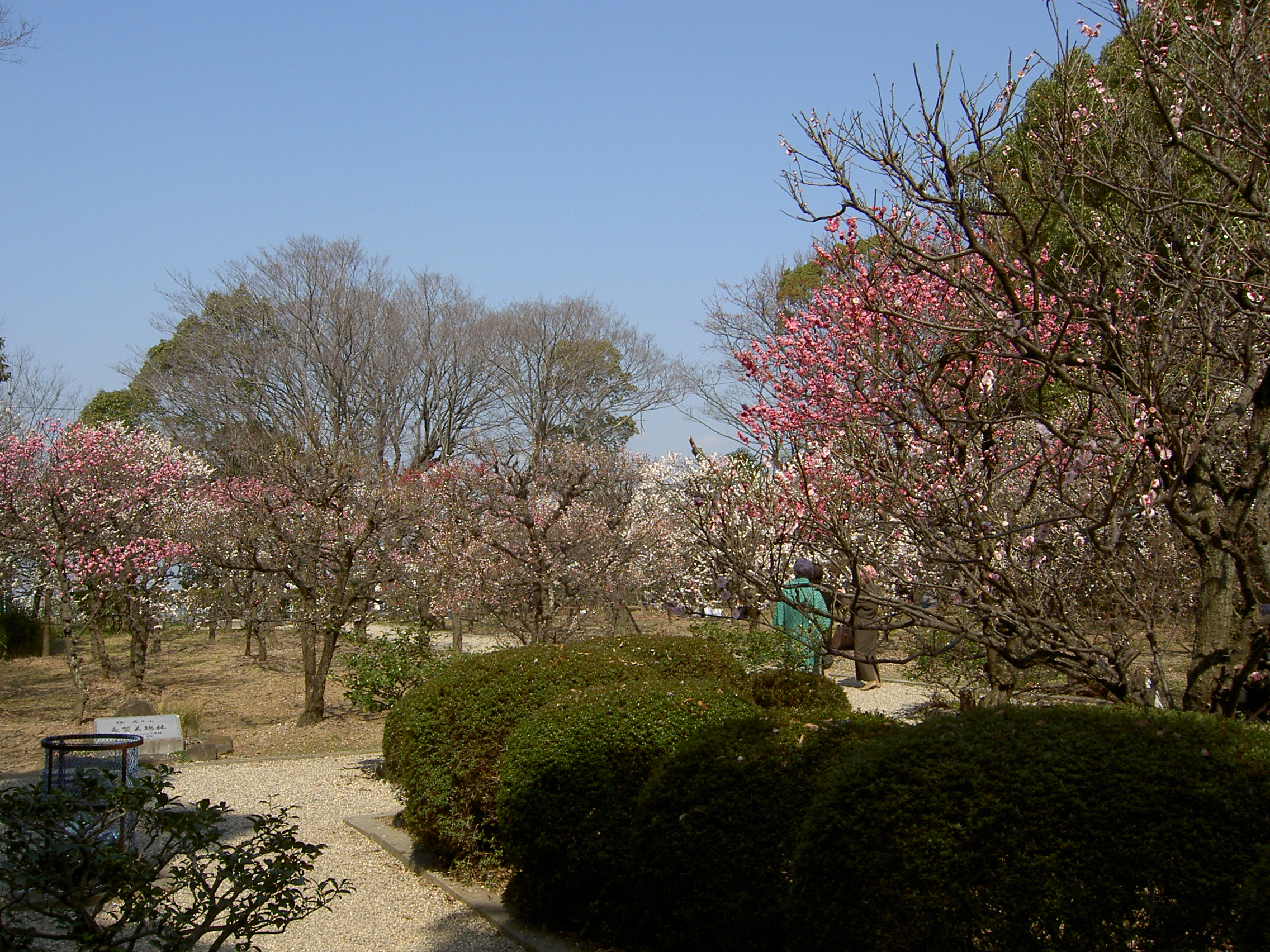
意賀美梅林

「万年寺山の緑陰」が枚方八景の一つに選ばれている。境内には約100本の梅の木が植えられており、梅の名所となっている。
- 稲荷社 - 一間社流造 板葺、18世紀後半[2]
- 琴平社 - 一間社流造 銅板葺、享保5年（1720年）ごろ。旧須賀神社本殿と伝わるが、信憑性には疑問が残る[2]
- 石造層塔 - 石造九重塔 南北朝時代 - 室町時代初期。もとは十三重塔であったとみられている[2]

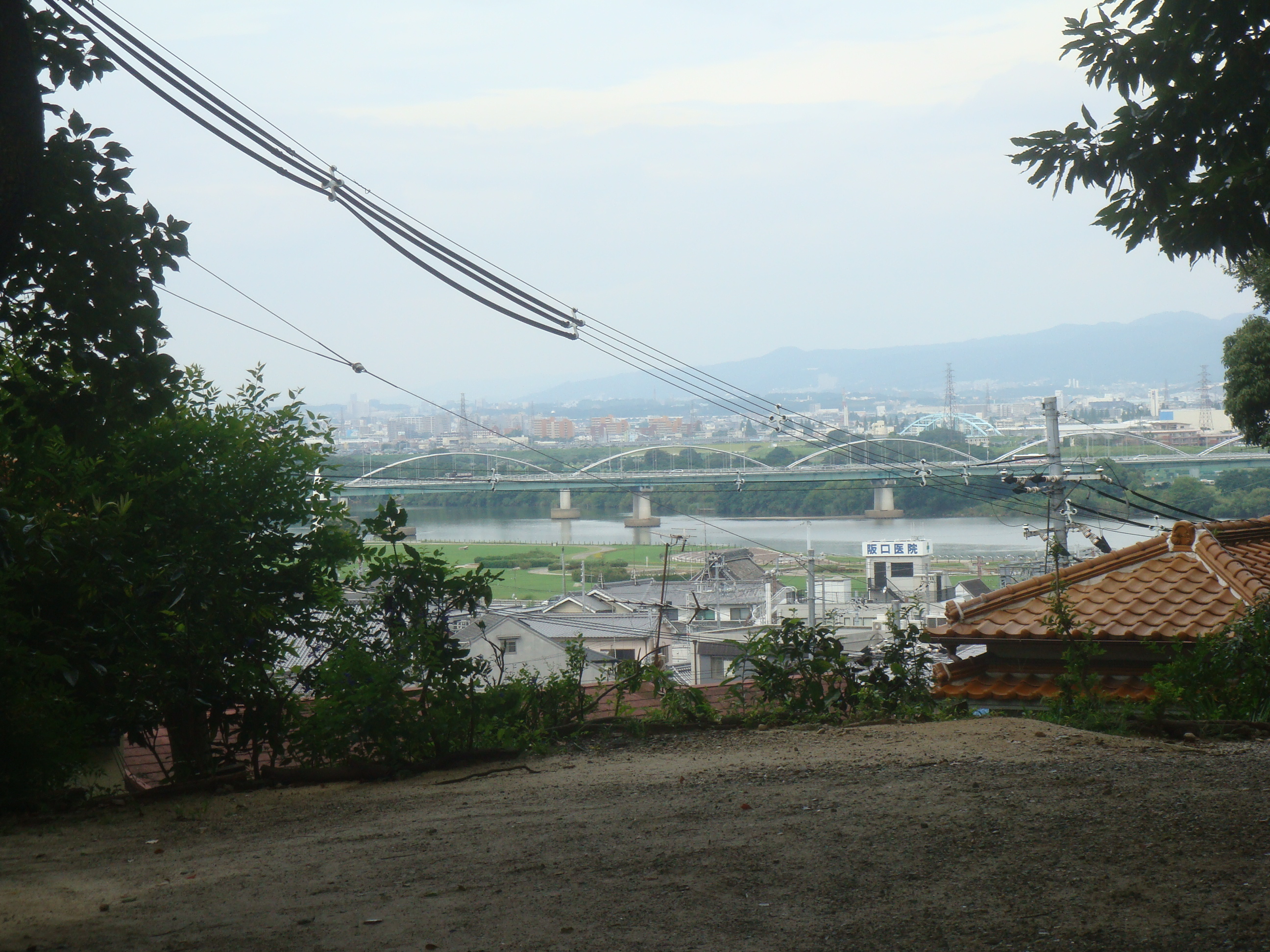
意賀美神社駐車場から北方向の景色
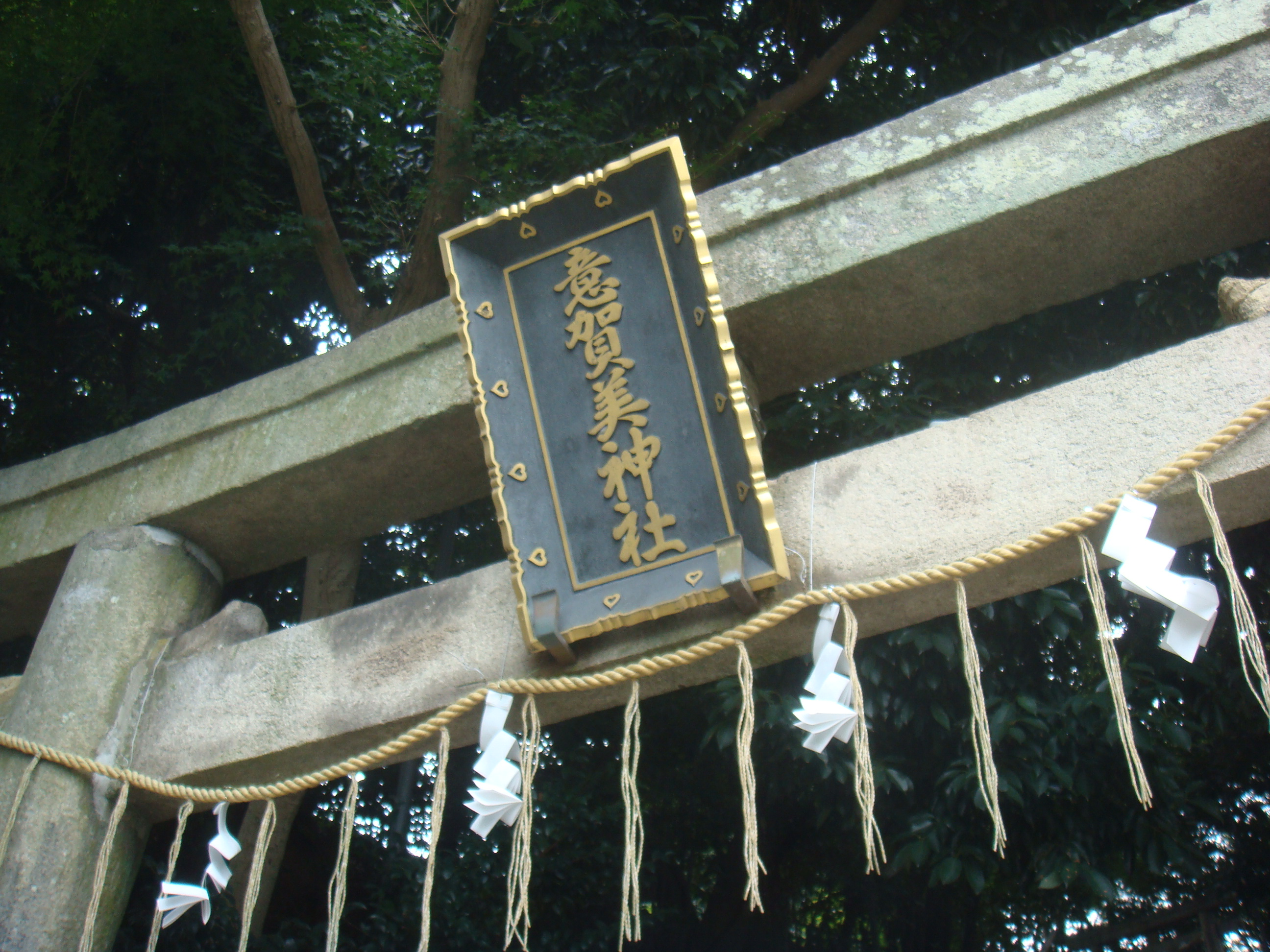
意賀美神社鳥居
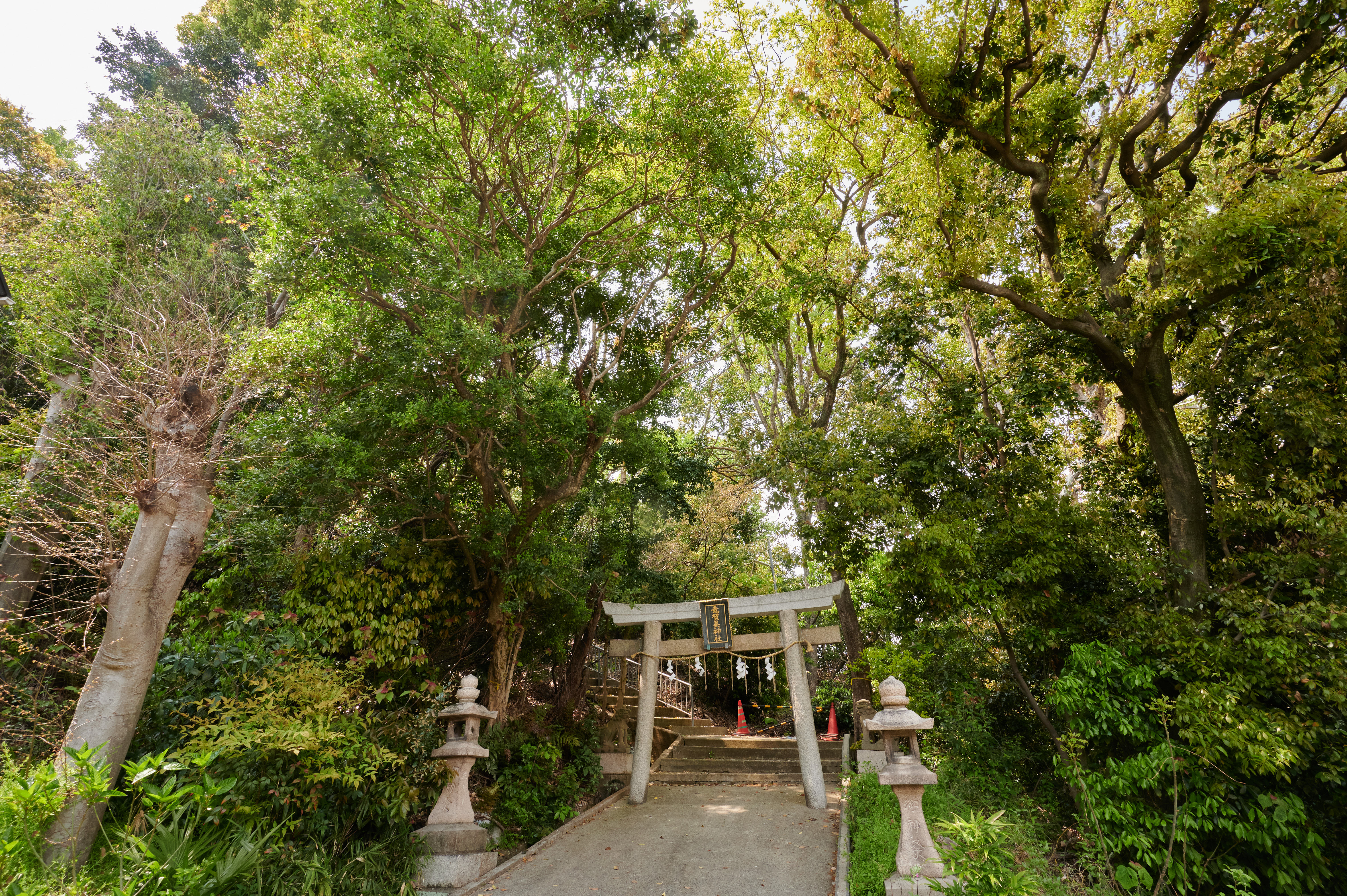
参道（東側）
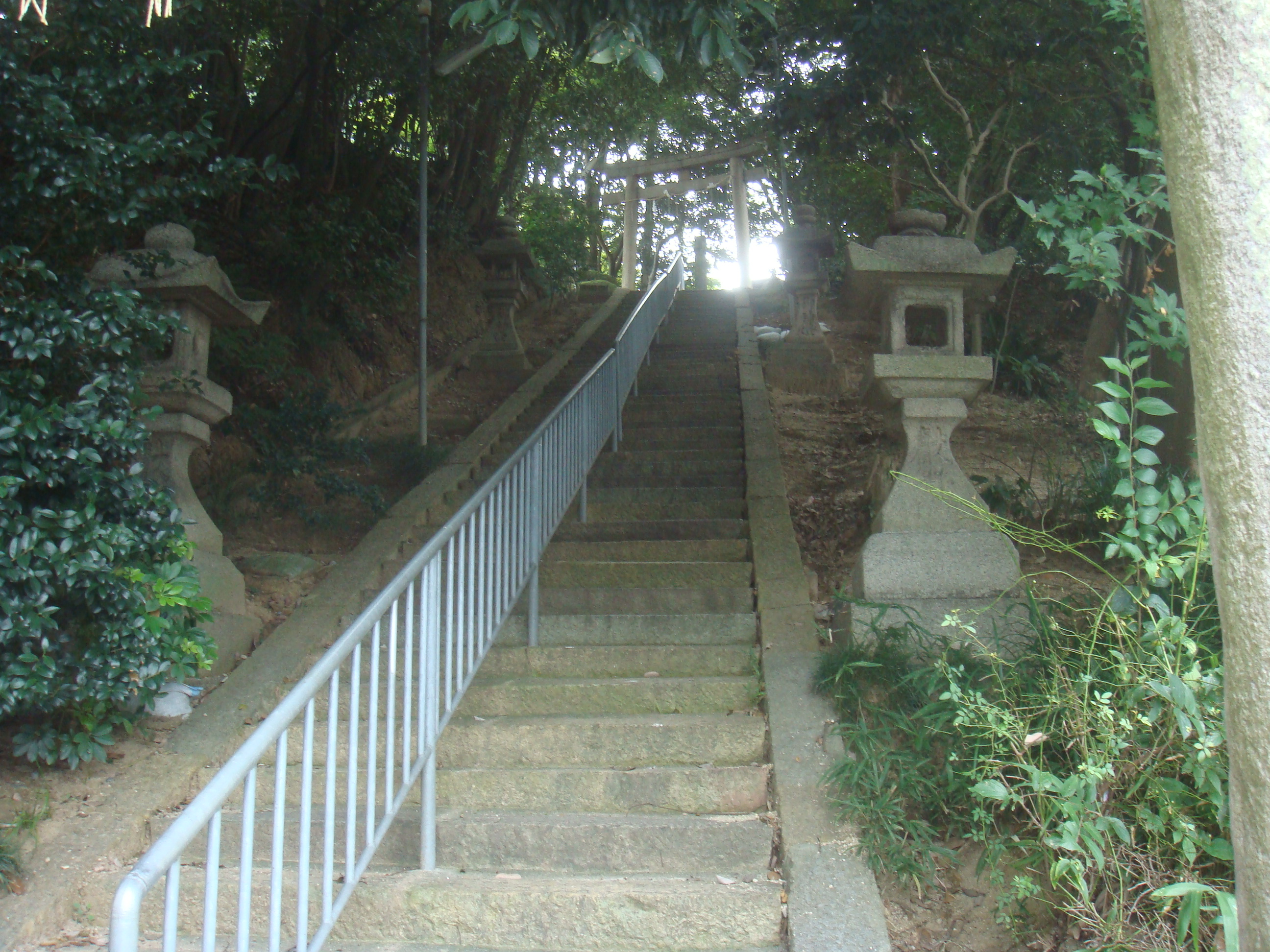
意賀美神社参道（西側）
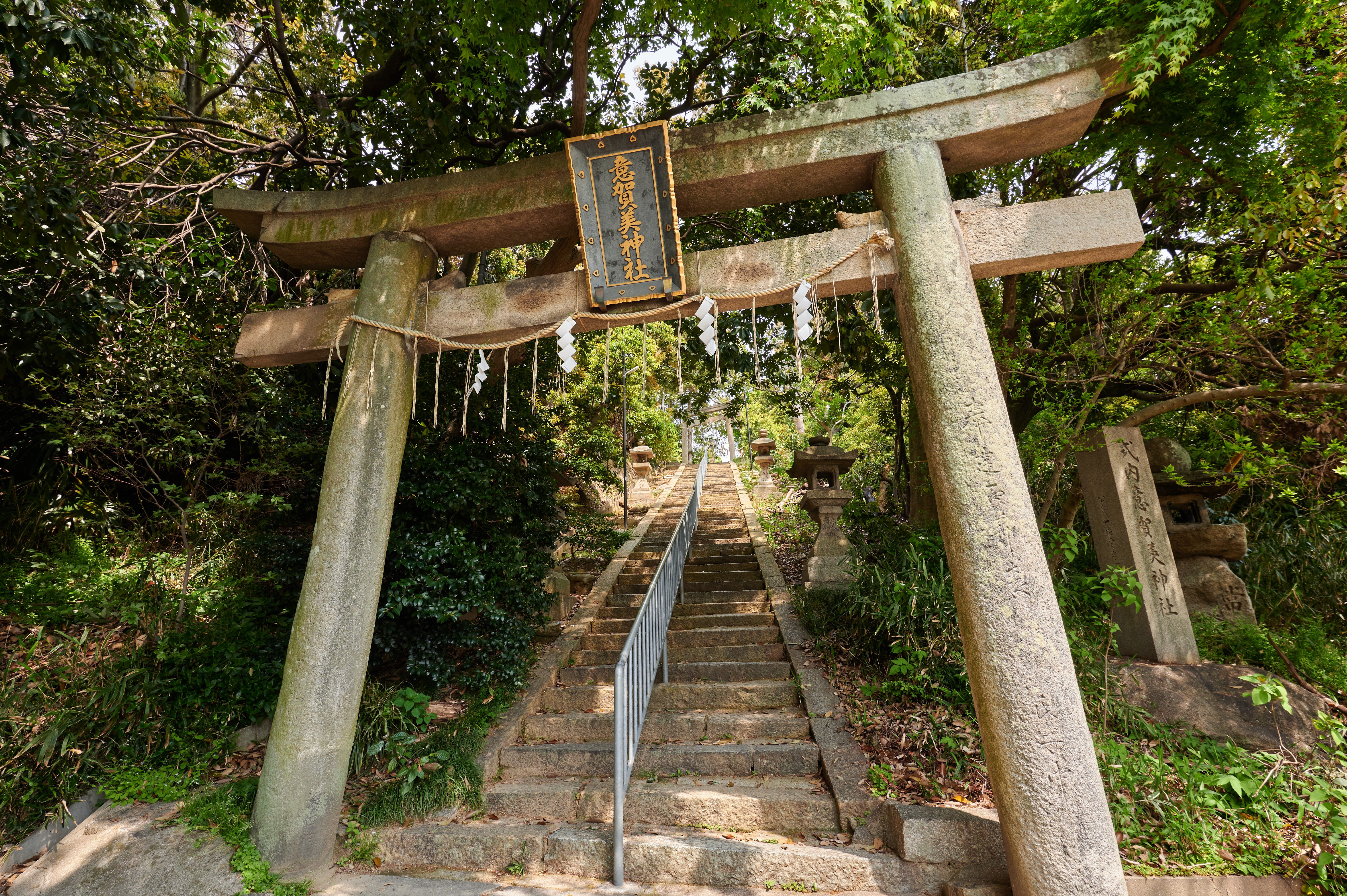
参道（西側）
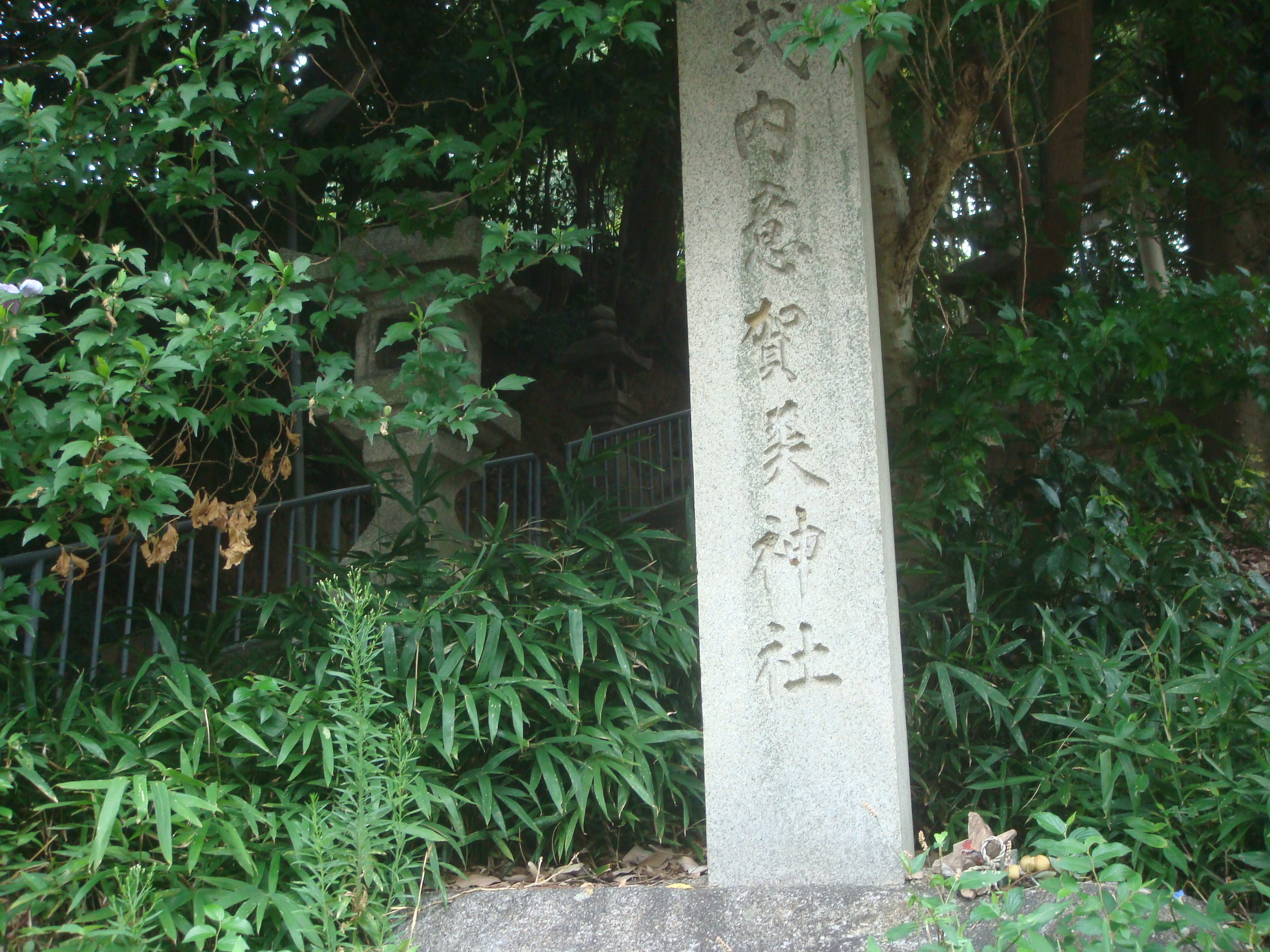
意賀美神社参道入口付近
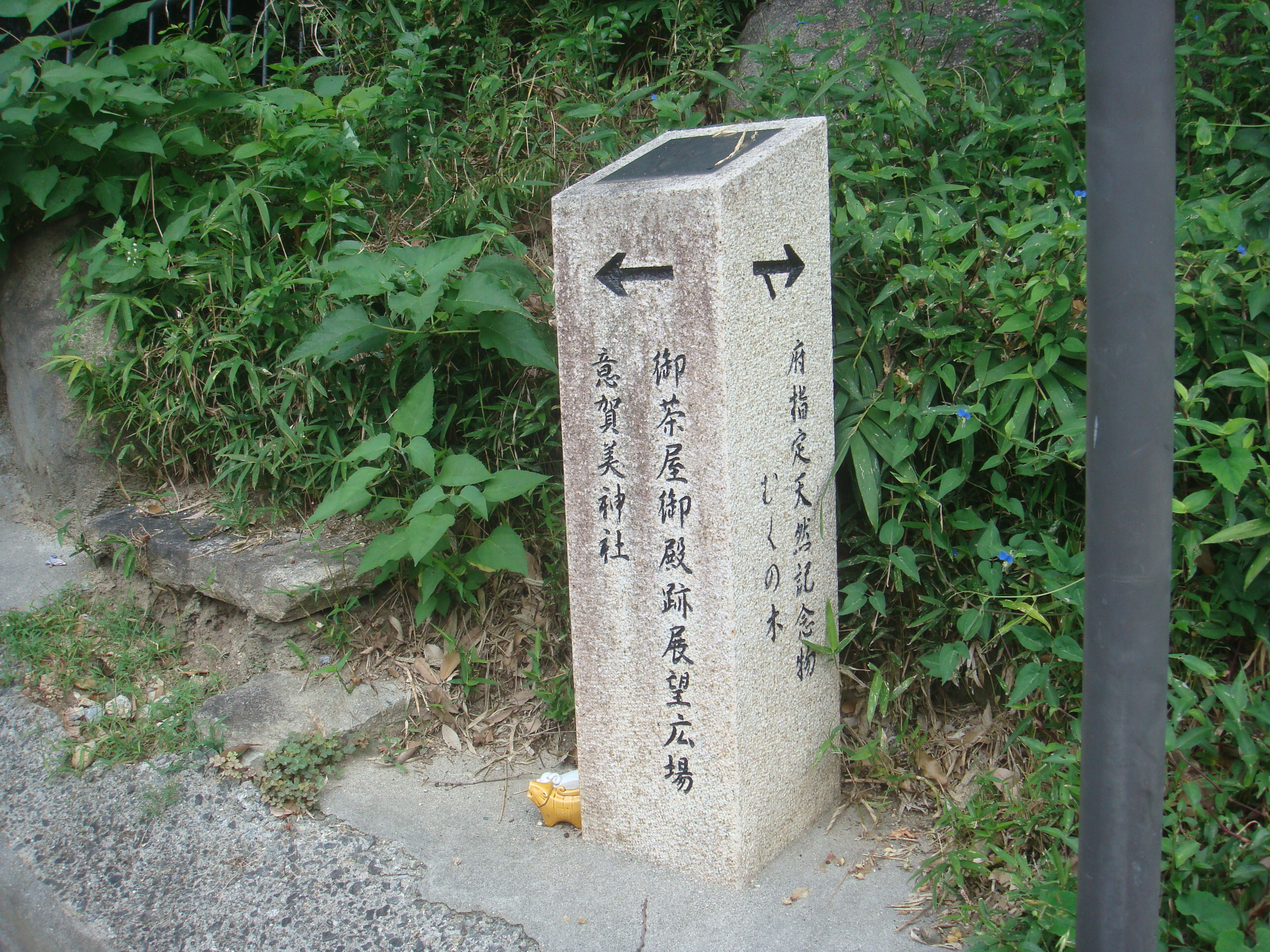
意賀美神社付近道標
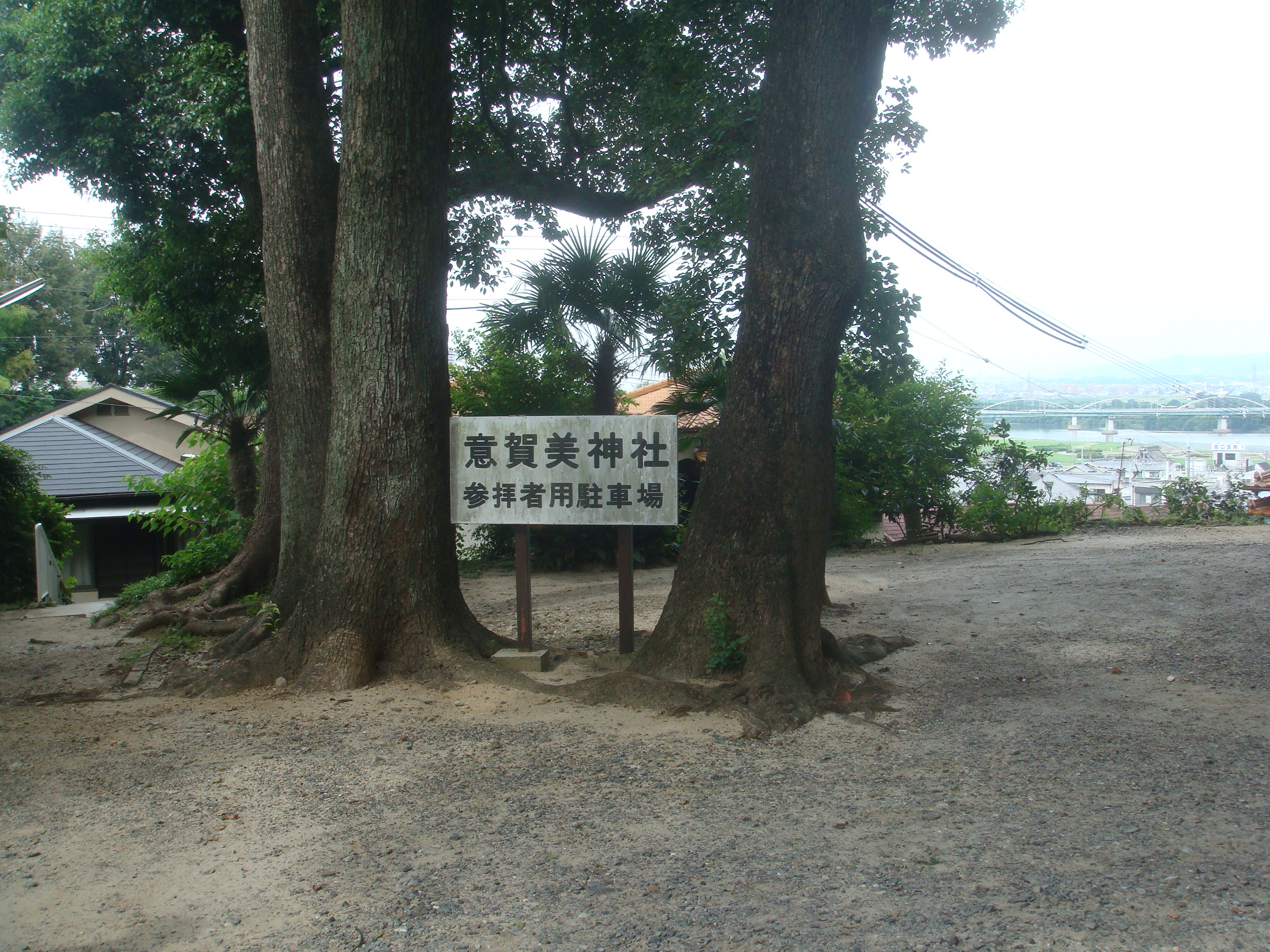
意賀美神社駐車場
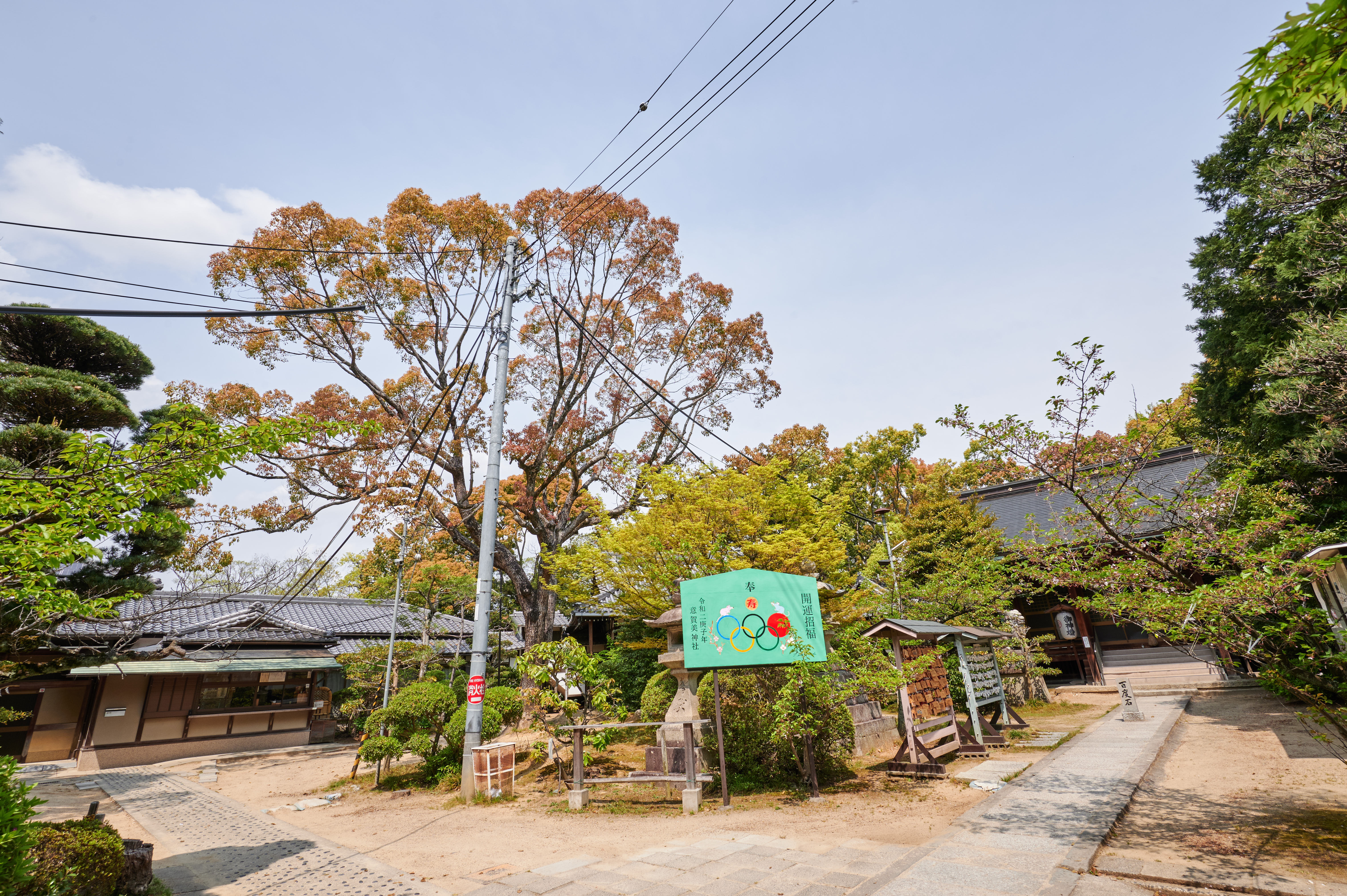
境内
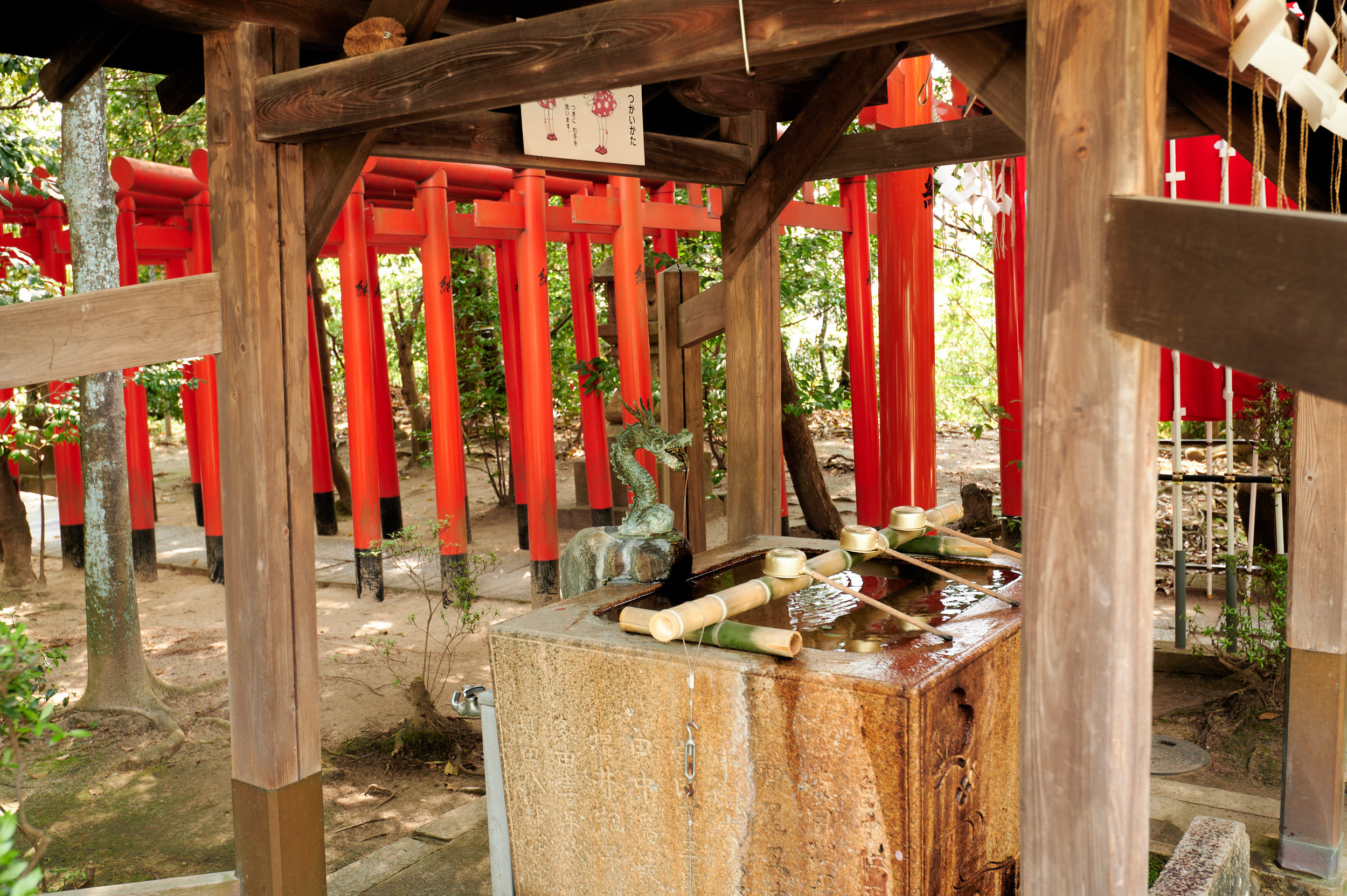
境内

## 文化財
- 算額 文久元年 岩田清庸奉納[1][4]